# Eryngium mathiasiae
Eryngium mathiasiae là một loài thực vật có hoa trong họ Hoa tán. Loài này được M.Y.Sheikh mô tả khoa học đầu tiên năm 1983.